# سیارک ۷۵۵۵
سیارک ۷۵۵۵ (به انگلیسی: 7555 Venvolkov، نامگذاری:1981SZ6) هفت هزار و پانصد و پنجاه و پنجمین سیارک کشف شده‌است که در ۲۸ سپتامبر ۱۹۸۱ کشف شد.
قدر مطلق سیارک برابر ۱۴٫۵۰ است.